# Dế trũi
Dế trũi (hay là dế nhũi, dế dũi), danh pháp khoa học Gryllotalpidae, là một họ côn trùng thân dày. Dế trũi có một cái đầu được bọc một lớp giáp chắc chắn giúp nó có thể bảo vệ được cái đầu của mình, và có một chiếc râu dài, dài khoảng 3–5 cm với mắt tròn với hai chân trước như hai chiếc xẻng phát triển thuận lợi cho việc đào hang và bơi. Dễ trũi cũng có thể bay - một con trưởng thành có thể bay xa 8 km trong mùa sinh sản. Mùa đông thì chúng đi ngủ đông. Dễ trũi là loài ăn tạp, chúng ăn cả ấu trùng, giun, rễ cây, cỏ. Các loại kẻ thù ăn thịt dế trũi có chim, chuột, chồn hôi, tatu, gấu trúc Mỹ, cáo, gà và loài người.

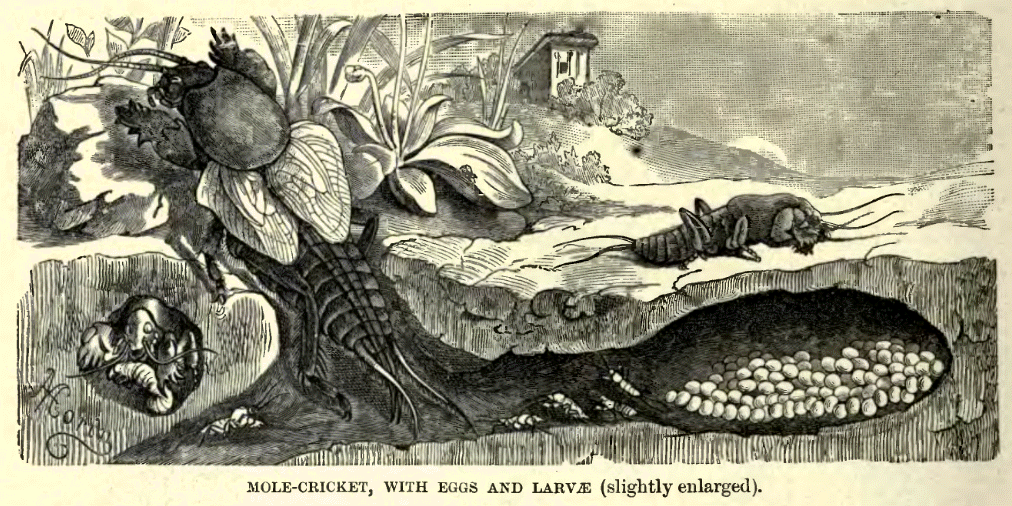
Vòng đời của dế trũi

Dễ trũi kiếm ăn ban đêm và phần lớn thời gian chúng ở dưới đất trong một hệ thống hang dày đặc nên ít khi bắt gặp chúng. Chúng sống ở những khu vực đồng ruộng, bãi cỏ ở khắp các châu lục ngoại trừ châu Nam Cực. Ở một số nước Đông Á, người ta đôi khi sử dụng dế trũi làm thực phẩm.

## Phân loài họ dế trũi
Họ Dế trũi Gryllotalpidae
- Phân họ Gryllotalpinae
  - Tông Gryllotalpini
    - Chi Gryllotalpa
      - Gryllotalpa africana (dế trũi châu Phi)
      - Gryllotalpa brachyptera (dế trũi Australia)
      - Gryllotalpa cultriger (dế trũi phương tây)
      - Gryllotalpa gryllotalpa (dế trũi châu Âu)
      - Gryllotalpa fossor (dế trũi phương đông)
      - Gryllotalpa major (dế trũi đồng cỏ)

    - Chi Gryllotalpella
    - Chi Neocurtilla
      - Neocurtilla hexadactyla (dế trũi phương bắc)

    - Chi tuyệt chủng † Pterotriamescaptor

  - Tông Scapteriscini
    - Chi Indioscaptor
    - Chi Scapteriscus
      - Scapteriscus abbreviatus (dế trũi Scudder cánh ngắn)
      - Scapteriscus borellii (dế trũi phương nam)
      - Scapteriscus didactylus (dế trũi Tây Ấn)
      - Scapteriscus imitatus (dế trũi imitator)
      - Scapteriscus vicinus (dế trũi Scudder vàng nâu)

    - Chi Triamescaptor
- Phân họ và tông chưa xác định (hóa thạch)
  - Chi † Archaeogryllotalpoides
  - Chi † Cratotetraspinus
  - Chi † Marchandia
  - Chi † Palaeoscapteriscops

## Một vài bức ảnh

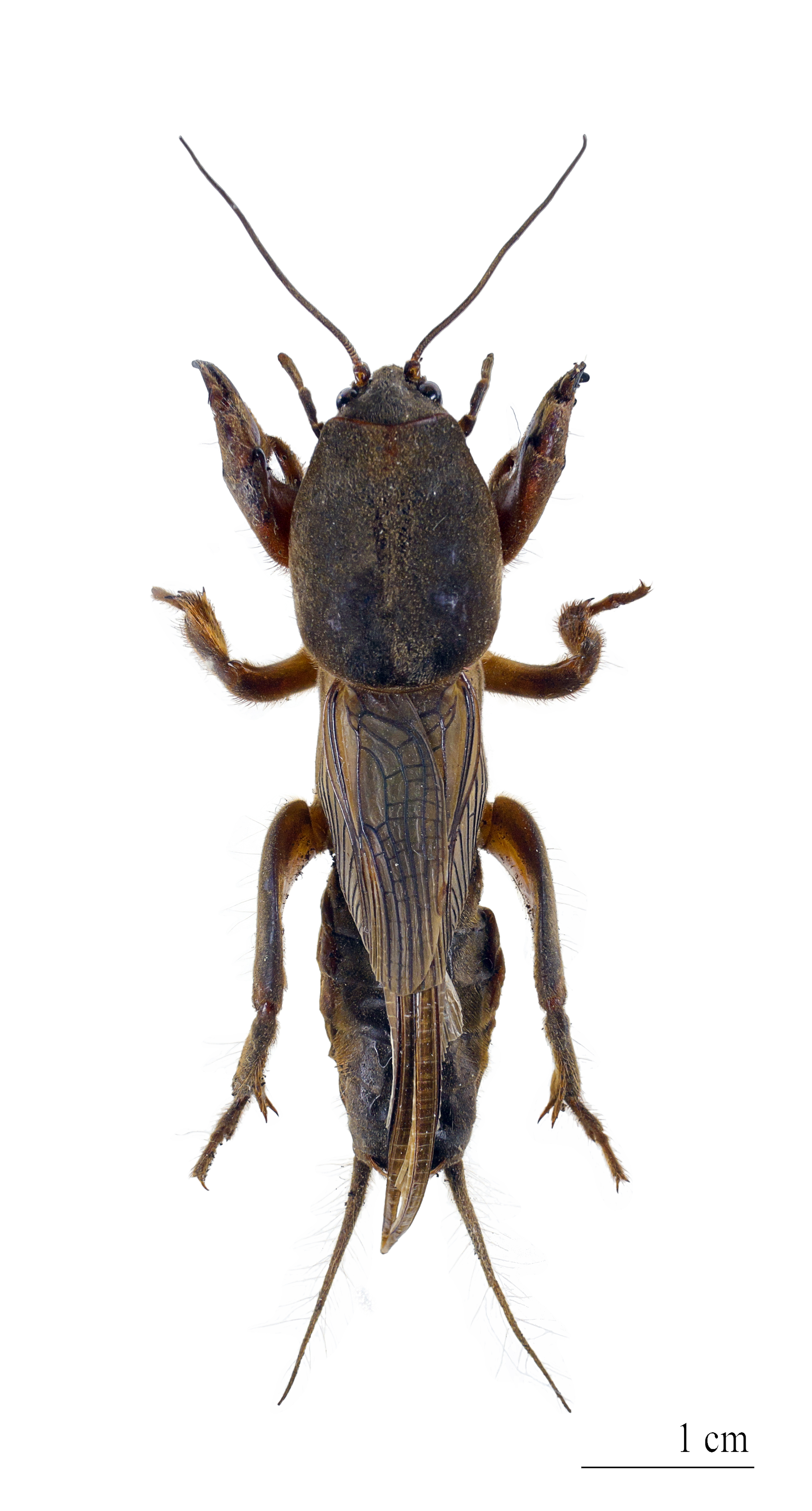
Gryllotalpa gryllotalpa
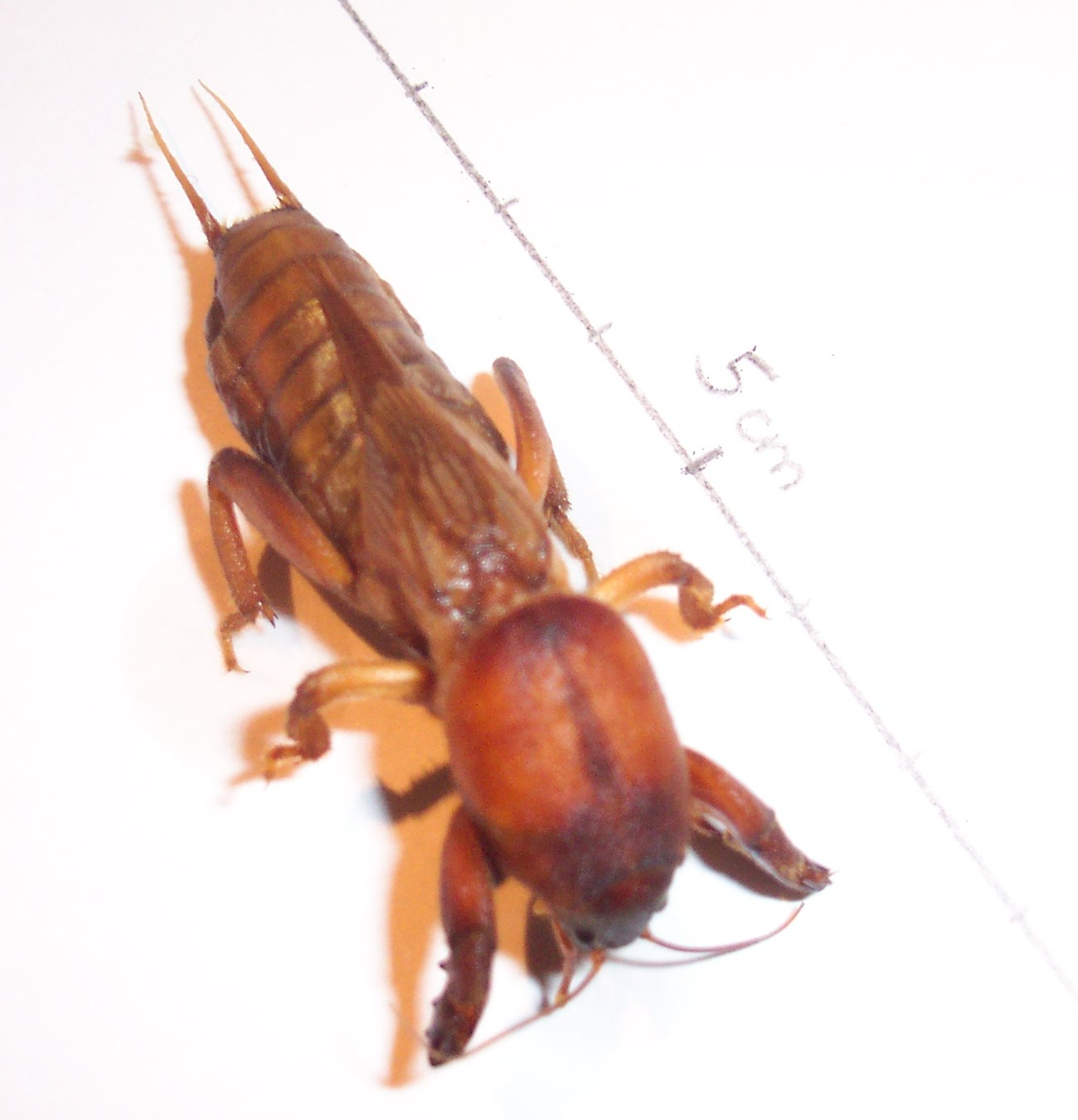
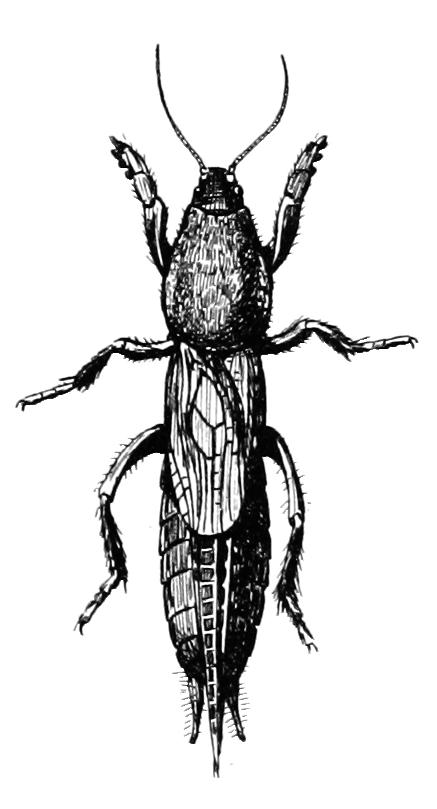
Neocurtilla hexadactyla